# Овелеков, Шихазберди Оразбердыевич
Шихазберди Оразбердыевич Овелеков (туркм. Şihazberdi Öwelekow, р. 16 декабря 1993) — туркменский борец греко-римского стиля, призёр Азиатских игр.

## Биография
Родился в 1993 году. Во время учёбы на юридическом факультете Брестского государственного университета (Белоруссия) занял в 2016 году 3-е место по греко-римской борьбе на республиканской универсиаде. В 2017 году стал бронзовым призёром Азиатских игр по боевым искусствам и состязаниям в помещениях. В 2018 году завоевал бронзовую медаль Азиатских игр.